# Skate America de 1985
O Skate America de 1985 foi a quinta edição do Skate America, um evento anual de patinação artística no gelo organizado pela Associação dos Estados Unidos de Patinação Artística (em inglês:  United States Figure Skating Association). A competição foi disputada na cidade de St. Paul, Minnesota, Estados Unidos.

## Eventos
- Individual masculino
- Individual feminino
- Duplas
- Dança no gelo

## Medalhistas
| Evento                        | Ouro                                          | Prata                                             | Bronze                                                     |
| Individual masculino detalhes | Jozef Sabovčík · Tchecoslováquia              | Brian Boitano · Estados Unidos                    | Viktor Petrenko · União Soviética                          |
| Individual feminino detalhes  | Debi Thomas · Estados Unidos                  | Tracey Wainman · Canadá                           | Katrien Pauwels · Bélgica                                  |
| Duplas detalhes               | Jill Watson · Peter Oppegard · Estados Unidos | Elena Bechke · Valeri Kornienko · União Soviética | Gillian Wachsman · Todd Waggoner · Estados Unidos          |
| Dança no gelo detalhes        | Renée Roca · Donald Adair · Estados Unidos    | Irina Zhuk · Oleg Petrov · União Soviética        | Antonia Becherer · Ferdinand Becherer · Alemanha Ocidental |

## Resultados

### Individual masculino
| Pos.              | Nome               | Nacionalidade   |
| ----------------- | ------------------ | --------------- |
| Medalha de ouro   | Jozef Sabovčík     | Tchecoslováquia |
| Medalha de prata  | Brian Boitano      | Estados Unidos  |
| Medalha de bronze | Viktor Petrenko    | União Soviética |
| 4                 | Christopher Bowman | Estados Unidos  |
| 5                 |                    |                 |
| 6                 |                    |                 |
| 7                 |                    |                 |
| 8                 | Kurt Browning      | Canadá          |
| 9                 | Marc Ferland       | Canadá          |
| ...               |                    |                 |

### Individual feminino
| Pos.              | Nome               | Nacionalidade  |
| ----------------- | ------------------ | -------------- |
| Medalha de ouro   | Debi Thomas        | Estados Unidos |
| Medalha de prata  | Tracey Wainman     | Canadá         |
| Medalha de bronze | Katrien Pauwels    | Bélgica        |
| 4                 |                    |                |
| 5                 |                    |                |
| 6                 |                    |                |
| 7                 |                    |                |
| 8                 |                    |                |
| 9                 | Elizabeth Howatson | Canadá         |
| ...               |                    |                |

### Duplas
| Pos.              | Nome                                  | Nacionalidade   |
| ----------------- | ------------------------------------- | --------------- |
| Medalha de ouro   | Jill Watson / Peter Oppegard          | Estados Unidos  |
| Medalha de prata  | Elena Bechke / Valeri Kornienko       | União Soviética |
| Medalha de bronze | Gillian Wachsman / Todd Waggoner      | Estados Unidos  |
| 4                 | Christine Hough / Doug Ladret         | Canadá          |
| 5                 | Isabelle Brasseur / Pascal Courchesne | Canadá          |
| ...               |                                       |                 |

### Dança no gelo
| Pos.              | Nome                                  | Nacionalidade      |
| ----------------- | ------------------------------------- | ------------------ |
| Medalha de ouro   | Renée Roca / Donald Adair             | Estados Unidos     |
| Medalha de prata  | Irina Zhuk / Oleg Petrov              | União Soviética    |
| Medalha de bronze | Antonia Becherer / Ferdinand Becherer | Alemanha Ocidental |
| 4                 | Klára Engi / Attila Tóth              | Hungria            |
| 5                 | Kathrin Beck / Christoff Beck         | Áustria            |
| 6                 |                                       |                    |
| 7                 |                                       |                    |
| 8                 |                                       |                    |
| 9                 |                                       |                    |
| 10                |                                       |                    |
| 11                | Penny Mann / Richard Perkins          | Canadá             |
| ...               |                                       |                    |

## Quadro de medalhas
| Ordem | País               | Medalha de ouro | Medalha de prata | Medalha de bronze |    | Ordem por total |
| ----- | ------------------ | --------------- | ---------------- | ----------------- | -- | --------------- |
| 1     | Estados Unidos     | 3               | 1                | 1                 | 5  | 1               |
| 2     | Tchecoslováquia    | 1               |                  |                   | 1  | 3               |
| 3     | União Soviética    |                 | 2                | 1                 | 3  | 2               |
| 4     | Canadá             |                 | 1                |                   | 1  | 3               |
| 5     | Alemanha Ocidental |                 |                  | 1                 | 1  | 3               |
| 5     | Bélgica            |                 |                  | 1                 | 1  | 3               |
| TOTAL | TOTAL              | 4               | 4                | 4                 | 12 | —               |